# Hearts (film 1913)
Hearts è un cortometraggio muto del 1913. Il nome del regista non viene riportato nei credit del film che, prodotto dalla Reliance Film Company, aveva come interpreti Stanley Walpole, Rosemary Theby, Thomas R. Mills, Sue Balfour.

## Trama
Will, molto portato per la pittura, decide di andare a studiare in Europa mentre sua sorella Nora non è così fortunata. Bert Norville, ricco rampollo di un'importante famiglia, arriva in campagna per passarvi una vacanza. Scendendo dal treno di cattivo umore, si scontra con Will che si trova anche lui in stazione. Stanno quasi per venire alle mani, ma Bert viene bloccato dalla mano ferma di Will che però deve lasciare la scena a causa della partenza del suo treno. Bert, al villaggio, fa strage di cuori femminili, guadagnandosi l'odio degli uomini. Quando conosce Nora, se ne innamora e ben presto la porta all'altare. Arrivato a New York con la sposa, incontra la disapprovazione di sua madre e si rende conto che forse ha agito con troppa fretta. Nora cerca di elevarsi culturalmente, studiando anche il pianoforte ma senza grande successo. I Norville partono per l'Inghilterra, dove tentano di farle acquisire una patina di donna sociale. Quando Nora riceve una lettera del fratello che la preavvisa di una sua visita in Inghilterra fissa con lui un incontro fuori di casa. Non volendo confessargli la sua condizione di moglie infelice non gli dice niente. La signora Norville li vede e quando Nora torna a casa, la accusa di avere l'amante. Arrabbiata, Nora si rifiuta di spiegare. Tra le mani di Bert giunge un biglietto indirizzato alla moglie da Will dove il fratello le chiede un incontro. Il testo comincia con "Mia cara Nora" e finisce con "Il tuo amato Will". Umiliata e con il cuore spezzato per le accuse che riceve, Nora quella notte se ne va lasciando scritto che il suo supposto amante è suo fratello.

Will ritorna a Parigi con la sorella. Quella nuova vita trasforma completamente Nora. Diventa una donna elegante e alla moda, ha studiato musica e canto. Dopo cinque anni, è diventata un'altra mentre suo fratello ha raggiunto fama e successo. Un giorno, mentre Nora era assente, Bert entrò nello studio chiedendo al pittore di trarre un grande ritratto da un medaglione che ha portato con sé. Will riconosce nel ritratto la sorella e comprende di avere davanti a sé il marito di Nora. Accetta quel lavoro e, a casa, chiede alla sorella se ama ancora il marito. Bert viene a ritirare il dipinto, mentre dalla stanza accanto sente una voce di donna cantare che gli riporta alla mente vecchi ricordi. Nora appare: i due si guardano lungamente mentre Will li lascia soli, chiudendosi la porta alle spalle.

## Produzione
Il film fu prodotto dalla Reliance Film Company.

## Distribuzione
Distribuito dalla Mutual, il film - un cortometraggi in due bobine - uscì nelle sale statunitensi il 25 ottobre 1913.